# Porto 35mm
A Porto 35mm (eredeti cím: Porto) 2016-ban bemutatott filmdráma Gabe Klinger rendezésben. Klingert a munkájáért 2016-bana San Sebastián-i Nemzetközi Filmfesztiválon 2016-ban a legjobb új rendezőnek jelöltek. A film főszereplője Anton Yelchin (pár hónappal a premier előtt meghalt) és a volt modell, Lucie Lucas. A mozi produceri munkálataiban Jim Jarmusch is részt vett.

## Szereplők
- Anton Yelchin
- Lucie Lucas
- Paulo Calatré
- Francoise Lebrun
- Florie Auclerc-Vialens